# Chamaerhodos
Chamaerhodos je biljni rod uglavnom  trajnica i polugrmova iz porodice ružovki (Rosaceae). 

## Ime
Latinsko ime roda dolazi iz grčkog chamai, patuljak, i rhodon, ruža, aludirajući na izgled biljke.

## Rasprostranjenost
Pripada mu 7 vrsta raširenih po umjerenoj Aziji i zapadu Sjeverne Amerike. Na oba kontinenta širi se jedino dvogodišnja vrsta Chamaerhodos erecta, u Americi nazivana “mala prizemna ruža” ili “Nuttallova prizemna ruža”, dok je narodno ime roda “mala ruža”.

## Opis
Broj kromosoma x=7.

## Vrste
1. Chamaerhodos altaica (Laxm.) Bunge
2. Chamaerhodos canescens J.Krause
3. Chamaerhodos corymbosa Murav.
4. Chamaerhodos erecta (L.) Bunge
5. Chamaerhodos grandiflora (Pall. ex Schult.) Bunge
6. Chamaerhodos sabulosa Bunge
7. Chamaerhodos trifida Ledeb.